# Forcipomyia catarina
Forcipomyia catarina är en tvåvingeart som beskrevs av Clastrier och Wirth 1995. Forcipomyia catarina ingår i släktet Forcipomyia och familjen svidknott. Inga underarter finns listade i Catalogue of Life.